# Yang (杨)
Yang (杨) is een veelvoorkomende Chinese achternaam in Azië en staat op de zestiende plaats van Baijiaxing. In Chinese dialecten in Zuidoost-Azië wordt het soms geromaniseerd in Yeo, Yio, Yong, Young, Yeong, Yeoh, Eow, Eav, Eaw of Jong. Op de Filipijnen wordt deze achternaam ook als Yoo of Yu geromaniseerd. In Macau wordt deze achternaam bijna altijd in Ieong geromaniseerd.
- Groene Hmong: Yaaj
- Witte Hmong: Yaj
- Koreaans: 양/yang
- Japans: よう (yō)
- Vietnamees: Dương/Deung

Heel vroeger hebben de mensen met de achternaam Yang hun achternaam in Yi 邑 veranderd.

## Oorsprong van de Yang's 杨
Velen met de achternaam Ji (姬) hebben hun achternaam in Yang verandert. Heel lang geleden bestond de achternaam Yangshiyi 扬氏邑 nog, wat eigenlijk betrekking heeft tot de verandering van de achternaam Yang naar de achternaam Yi. Tijdens de Noordelijk Wei veranderden vele Xianbei met de achternaam Mohulu 莫胡芦 hun achternaam in Yang.
Veel Hakkanezen met de achternaam Lin 林 hebben tijdens de Mongoolse Yuan-dynastie hun achternaam in Yang veranderd, omdat de Mongolen de Lins wilden uitmoorden. Deze Hakkanezen worden ook wel "nieuwe Yang's" genoemd.

## Bekende personen met de naam Yang of Yeung 杨
- Yang Bin, Chinees-Nederlandse ondernemer
- Yang Fan, Chinees langebaanschaatser
- Yang Ti-liang
- Jerry Yang (ondernemer), oprichter en CEO van Yahoo!
- Miriam Yeung Chin-Wah, Hongkongse zangeres en actrice
- Tavia Yeung Yi
- Yeo Hiap Seng
- Dương Văn Minh